# 成川武夫
成川 武夫（なるかわ たけお、1919年4月28日 - ）は、日本の哲学者、東京藝術大学名誉教授。
京都府生まれ。東京帝国大学文学部哲学科卒。同大学院修士課程修了。東京藝術大学教授、83年定年退官、名誉教授。

## 著書
- 『世阿弥花の哲学』玉川大学出版部 1980
- 『千利休茶の美学』玉川大学出版部 1983
- 『芭蕉とユーモア 俳諧性の哲学』玉川大学出版部 1999

共著
- 『あなたの哲学』山崎正一共著 学生社 1961
  - 増補新版　中田光雄が加わる

### 翻訳
- ロバート・G.オルソン『実存主義入門』紀伊国屋書店 1966
- カーステン・ハリーズ『現代芸術への思索 哲学的解釈』玉川大学出版部 1976

## 注
1. ↑  『現代日本人名録』2002年